# Mothra (zespół muzyczny)
Mothra – polska grupa muzyczna powstała na przełomie 2000 i 2001 r.
Pierwszy singel, zatytułowany Sugar'01, zespół zarejestrował po kilku miesiącach działalności. W następnych latach grupa zagrała kilkanaście koncertów, ale przede wszystkim skupiła się na pracy nad materiałem, której efektem było Demo'04, składające się z sześciu utworów.
20 maja 2006 r. nakładem wytwórni Red Swallow ukazał się zawierający 11 utworów debiutancki album zespołu Planet Decibelian, który zebrał przychylne recenzje.
Na początku 2008 r. zrealizowano teledyski do utworów Technological Death oraz Death Walks Slowly.
Jesienią 2008 r. Mothra zarejestrowała w olsztyńskim Studio „X” z uznanym producentem  Szymonem Czechem (Antigama, Blindead, Third Degree, Nyia, Unsun) siedem utworów na drugą płytę zatytułowaną Dyes, która ukazała się 9 marca 2009 r. nakładem wytwórni Selfmadegod Records.
W marcu 2011 roku z zespołu odszedł Daniel Szwed. W październiku tego samego roku funkcję perkusisty objął Marcin Stefan.
Zespół koncertował m.in. z następującymi grupami: Napalm Death, Modern Life is War, Maroon, Born from Pain, Omission, First Blood, Sunrise, Nyia.

## Dyskografia
Albumy studyjne
- 2006 Planet Decibelian
- 2009 Dyes

Single
- 2001 Sugar
- 2004 Demo